# Matricine
La matricine est une lactone sesquiterpénique qui se présente sous la forme d'un solide cristallisé incolore qu'on peut extraire des fleurs de camomille sauvage (matricaire camomille), lesquelles en contiennent jusqu'à 0,15 %. C'est un anti-inflammatoire efficace qui entre dans la composition de l'huile essentielle de camomille. Elle est métabolisée in vivo en chamazulène, autre composé présent dans l'huile de camomille.

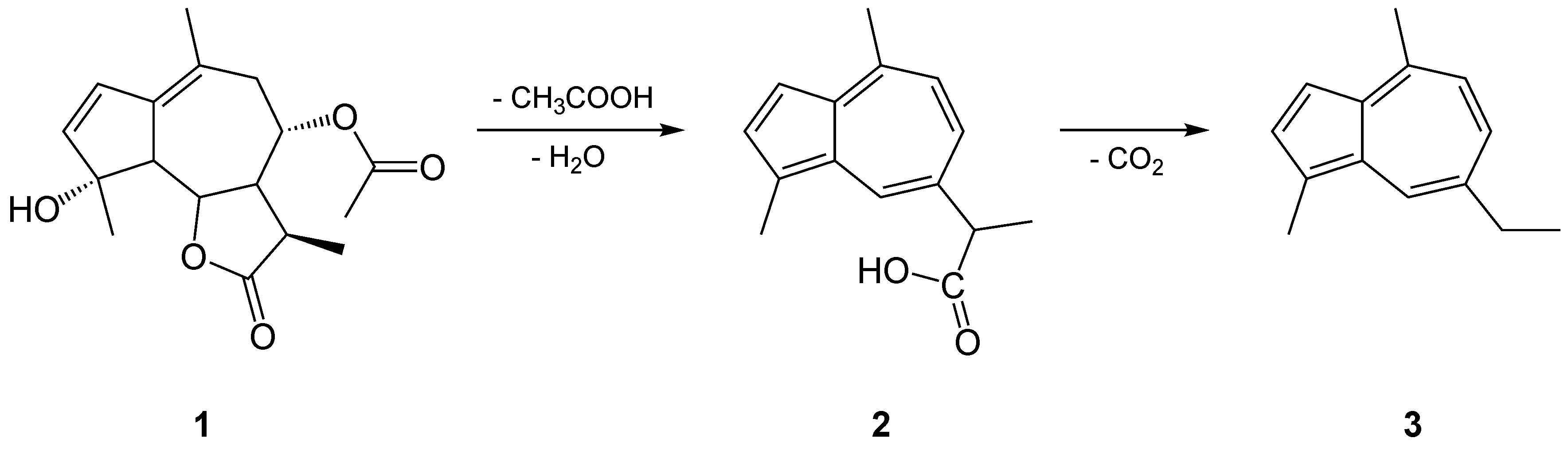
Biosynthèse du chamazulène (3) à partir de la matricine (1) via un acide carboxylique de chamazulène (2).